# Olympische Sommerspiele 1932/Segeln
Bei den X. Olympischen Sommerspielen 1932 in Los Angeles fanden vier Wettkämpfe im Segeln im Hafen von Los Angeles statt. Es gab zwei Klassen für Männer und zwei für beide Geschlechter offene Klassen.

## Bilanz

### Medaillenspiegel
| Platz | Land               | Gold | Silber | Bronze | Gesamt |
| ----- | ------------------ | ---- | ------ | ------ | ------ |
| 01    | Vereinigte Staaten | 2    | 1      | —      | 3      |
| 02    | Schweden           | 1    | —      | 1      | 2      |
| 03    | Frankreich         | 1    | —      | —      | 1      |
| 04    | Kanada             | —    | 1      | 1      | 2      |
| 05    | Großbritannien     | —    | 1      | —      | 1      |
| 05    | Niederlande        | —    | 1      | —      | 1      |
| 07    | Spanien            | —    | —      | 1      | 1      |

### Medaillengewinner
| Disziplin      | Gold | Silber                                                                                         | Bronze                                                            |
| -------------- | --- | ---------------------------------------------------------------------------------------------- | ----------------------------------------------------------------- |
| Snowbird       | Jacques Lebrun | Bob Maas                                                                                       | Santiago Amat                                                     |
| 6-Meter-Klasse | Schweden Olle Åkerlund Åke Bergqvist Martin Hindorff Tore Holm | Vereinigte Staaten Temple Ashbrook Robert Carlson Frederic Conant Donald Douglas Charles Smith | Kanada Gardner Boultbee Kenneth Glass Philip Rogers Gerald Wilson |
| 8-Meter-Klasse | Vereinigte Staaten John Biby Alphonse Burnand Kenneth Carey Owen Churchill William Cooper Pierpont Davis Karl Dorsey John Huettner Alan Morgan Richard Moore Robert Sutton Thomas Webster | Kanada Ernest Cribb Peter Gordon George Gyles Harry Jones Ronald Maitland Hubert Wallace       | nicht vergeben                                                    |
| Star           | Vereinigte Staaten Gilbert Gray Andrew Libano | Großbritannien Peter Jaffe Colin Ratsey                                                        | Schweden Gunnar Asther Daniel Sundén-Cullberg                     |

## Ergebnisse

### Snowbird
| Platz | Athlet                       | Land | Punkte |
| ----- | ---------------------------- | ---- | ------ |
| 1     | Jacques Lebrun               | FRA  | 87     |
| 2     | Bob Maas                     | NED  | 85     |
| 3     | Santiago Amat                | ESP  | 76     |
| 4     | Edgar Behr                   | GER  | 74     |
| 5     | Reginald Dixon               | CAN  | 72     |
| 6     | Colin Ratsey                 | GBR  | 69     |
| 7     | Charles Lyon / Joseph Jessop | USA  | 69     |
| 8     | Silvio Treleani              | ITA  | 69     |

### 6-Meter-Klasse
| Platz | Athlet                                                                      | Land | Punkte |
| ----- | --------------------------------------------------------------------------- | ---- | ------ |
| 1     | Olle Åkerlund Åke Bergqvist Martin Hindorff Tore Holm                       | SWE  | 18     |
| 2     | Temple Ashbrook Robert Carlson Frederic Conant Donald Douglas Charles Smith | USA  | 12     |
| 3     | Gardner Boultbee Kenneth Glass Philip Rogers Gerald Wilson                  | CAN  | 4      |

### 8-Meter-Klasse
| Platz | Athlet | Land                                         | Punkte                                       |
| ----- | --- | -------------------------------------------- | -------------------------------------------- |
| 1     | John Biby Alphonse Burnand Kenneth Carey Owen Churchill William Cooper Pierpont Davis Karl Dorsey John Huettner Alan Morgan Richard Moore Robert Sutton Thomas Webster | USA                                          | 8                                            |
| 2     | Ernest Cribb Peter Gordon George Gyles Harry Jones Ronald Maitland Hubert Wallace                                                                                      | CAN                                          | 4                                            |
| 3     | nicht vergeben, da nur zwei Boote angetreten | nicht vergeben, da nur zwei Boote angetreten | nicht vergeben, da nur zwei Boote angetreten |

### Star
| Platz | Athlet                               | Land | Punkte |
| ----- | ------------------------------------ | ---- | ------ |
| 1     | Gilbert Gray Andrew Libano           | USA  | 46     |
| 2     | Peter Jaffe Colin Ratsey             | GBR  | 35     |
| 3     | Gunnar Asther Daniel Sundén-Cullberg | SWE  | 28     |
| 4     | Harry Wylie Henry Simmonds           | CAN  | 27     |
| 5     | Jean-Jacques Herbulot Jean Peytel    | FRA  | 26     |
| 6     | Bob Maas Jan Maas                    | NED  | 14     |
| 7     | Cecil Goodricke Arent van Soelen     | RSA  | 7      |